# Friedensseminar Königswalde
Das Friedensseminar Königswalde fand zweimal jährlich in Königswalde bei Zwickau statt. Referiert und diskutiert wurde vor allem über die soziale Gerechtigkeit, Friedensaktivitäten und Umweltprobleme. 

## Geschichte
Das erste Friedensseminar fand am 19. Mai 1973 statt. Zu dem Thema Frieden schaffen ohne Waffen – was spricht dafür? debattierten 26 junge Menschen unter ihnen auch der Initiator Hansjörg Weigel (1943–2020) im Pfarrhaus in Königswalde. Dies war die Geburtsstunde des Christlichen Friedensseminar Königswalde.
Themen waren von da an immer wieder die Probleme des Wehrdienstes in der DDR, Wehrdienstverweigerung, christliche Friedensarbeit und das gesellschaftliche Engagements. Seitdem lädt das Friedensseminar im Frühjahr und im Herbst zum Treffen ein.
Seit Mai 1979 wurde das Seminar, aufgrund steigender Besucherzahlen, in die Dorfkirche verlegt. Neben dem Seminar, begann man mit einer parallel laufenden Ausstellung in der Kirche und am Ende eines Seminartages kam es zu einem musikalischen Ausklang; meist von Künstlern, die in der DDR kaum Auftrittsmöglichkeiten hatten.
Organisiert wurde das Friedensseminar seitdem von einem Vorbereitungskreis. Vor allem mit dem Hintergrund der christlichen Ökumene und des Austausches mit Friedensaktivisten in der DDR bekam das Seminar in den folgenden Jahren immer mehr Beachtung und wurde ein primäres Ziel für die Staatssicherheit in der DDR.
1989 besuchten bis zu 700 Menschen das Seminar. Nach der Wende änderten sich die Themen der Veranstaltung. So legte man nicht mehr nur Wert auf Wehrdienst und Friedensdienst, sondern beschäftigte sich auch mit der Umweltbelastung und Themen der sozialen Gerechtigkeit. Zuletzt stand vor allem die Soziale Frage im Mittelpunkt des Seminars. Die Teilnehmerzahl sank nach der Wende stetig.
Nach dem Tod des Initiators und aktivsten Mitorganisatoren Hansjörg Weigel entschied der Vorbereitungskreis des Friedensseminares Königswalde im September 2020, das Seminar aufzulösen.